# Садиково
Садиково — деревня в Алькеевском районе Татарстана. Входит в состав Борискинского сельского поселения.

## География
Находится в южной части Татарстана на расстоянии приблизительно 26 км по прямой на юго-восток от районного центра села Базарные Матаки у реки Малый Черемшан.

## История
Основана в середине XVIII века, упоминалась также как Садиловка.

## Население
Постоянных жителей было: в 1782 году — 16 душ мужского пола, в 1859 — 148, в 1897 — 187, в 1908 — 247, в 1920 — 346, в 1926 — 292, в 1938 — 158, в 1949 — 168, в 1958 — 142, в 1970 — 191, в 1979 — 157, в 1989 — 106, в 2002 — 89 (русские 98 %), 78 — в 2010.